# 日本驻青岛总领事馆
日本國駐青島總領事館是日本政府在青島市设立的外交代表機構，主要处理山東省及青島市所属侨民、企业以及其他领事事务。总领馆于2009年1月1日开馆，馆址设在香港中路59号青岛国际金融中心45层。

## 沿革
1922年12月10日，中國政府收回被日本佔領的青島，日本則在青島设立总领事馆。总领事馆内设有警察署，下设9个派出所。1937年9月，青岛局势紧张，该馆奉命返回日本。1938年1月，日军第二次占领青岛，该馆复馆。日本无条件投降后，青岛市政府奉南京国民政府命令，由市长李先良等组成对日本驻青岛领事馆接收委员会，于1946年3月28日至4月11日，对其进行接收。
2008年12月18日，中国政府同意日本在青岛设立总领事馆。2009年1月1日，日本驻青岛总领事馆正式开馆。1月22日，中国政府接受斋藤法雄为日本驻青岛总领事。馆址初设于市南区香港中路76号颐中皇冠假日酒店6楼，后迁入香港中路59号青岛国际金融中心45层。

## 馆址变迁

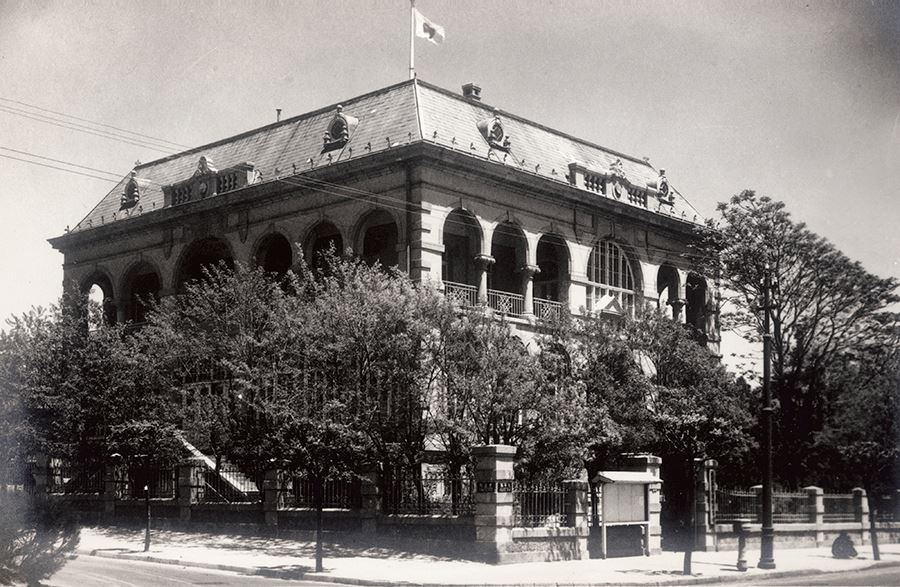
德华银行旧址，1922年—1938年馆址

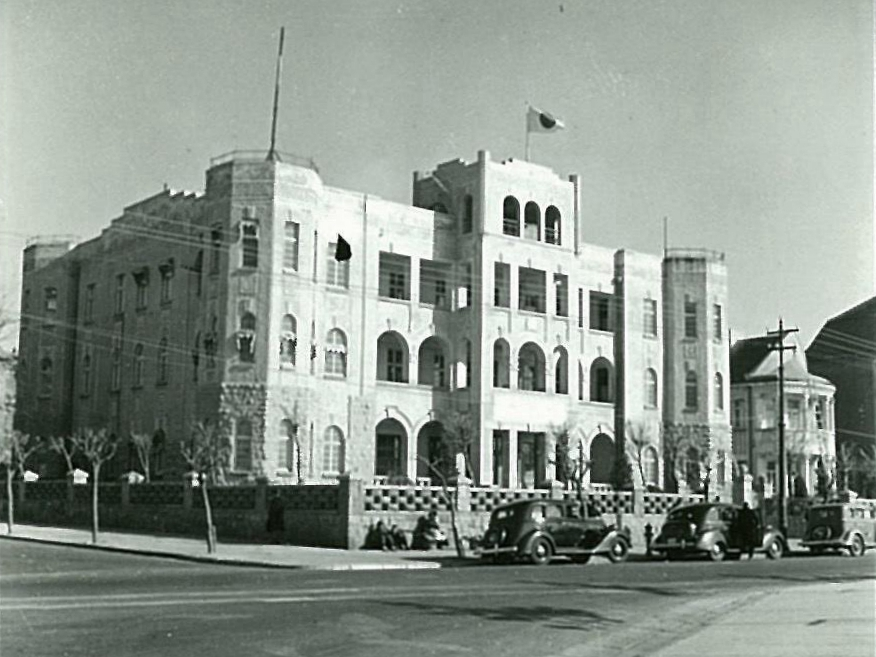
国民党青岛市党部旧址，1938年—1945年馆址

1922年12月10日，总领事馆设于德华银行旧址。1938年，总领馆迁至国民党青岛市党部旧址，直至1946年日本驻青岛总领事馆被青岛市政府接收。
2009年，日本驻青岛总领事馆复馆，初设于香港中路76号颐中皇冠假日酒店6层，后设于香港中路59号青岛国际金融中心45层。

## 历任总领事

### 大日本帝国驻青岛总领事（1922年—1946年）[1]
| 姓名       | 任命              | 到任              | 免职              | 离任              | 领事职务 |
| ---------- | ----------------- | ----------------- | ----------------- | ----------------- | -------- |
| 森安三郎   | 1922年12月10日:41 | 1922年11月27日:43 | 1923年12月27日:12 | 1924年3月24日:16  | 总领事   |
| 堀内謙介   | 1923年12月27日:13 | 1924年3月16日:10  | 1925年12月26日:10 | 1925年12月14日:6  | 总领事   |
| 矢田部保吉 | 1926年4月5日:5    | 1926年5月25日:9   | 1928年3月16日:4   | 1927年12月19日:20 | 总领事   |
| 藤田榮介   | 1928年1月13日:4   | 1928年1月22日:20  | 1929年12月28日:9  | 1929年12月4日:7   | 总领事   |
| 川越茂     | 1929年9月12日:8   | 1929年11月30日:5  | 1932年8月20日:9   | 1932年8月13日:26  | 总领事   |
| 坂根准三   | 1933年2月6日:4    | 1933年3月11日:6   | 1935年8月17日:6   | 1935年8月2日:11   | 总领事   |
| 西春彥     | 1935年12月21日:12 | 1936年2月4日:13   | 1936年12月23日:11 |                   | 总领事   |
| 大鷹正次郎 | 1936年12月23日:12 | 1937年3月2日:22   |                   | 1939年1月25日:10  | 总领事   |
| 加藤传次郎 | 1938年12月19日:7  | 1939年1月22日:11  |                   |                   | 总领事   |
| 高冈祯一郎 |                   | 1940.12—1942.1    |                   |                   | 总领事   |
| 高濑真一   |                   | 1942.1—1942.11    |                   |                   | 总领事   |
| 喜多长雄   |                   | 1942.11—1945.8    |                   |                   | 总领事   |

### 日本国驻青岛总领事（2009年至今）
| 姓名       | 任期           | 衔级   |
| ---------- | -------------- | ------ |
| 斋藤法雄   | 2009.1—2011.9  | 总领事 |
| 平木场弘人 | 2011.11—2014.7 | 总领事 |
| 远山茂     | 2014.9—2018.1  | 总领事 |
| 中原邦之   | 2018.2—2019.10 | 总领事 |
| 井川原贤   | 2019.12—2023.9 | 总领事 |
| 斋藤宪二   | 2023.10—       | 总领事 |

## 相关链接
- 日本国驻青岛总领事馆 （页面存档备份，存于）